# Rhipidolestes janetae
Rhipidolestes janetae là loài chuồn chuồn trong họ Megapodagrionidae. Loài này được Wilson miêu tả khoa học đầu tiên năm 1997.